# مارتن أ. أرمسترونغ
مارتن أ. أرمسترونغ (بالإنجليزية: Martin A. Armstrong)‏ هو اقتصادي أمريكي، ولد في 1 نوفمبر 1949 في نيوجيرسي في الولايات المتحدة.